# NGC 4919
NGC 4919 is een lensvormig sterrenstelsel in het sterrenbeeld Hoofdhaar. Het hemelobject werd op 5 mei 1864 ontdekt door de Duits-Deense astronoom Heinrich Louis d'Arrest.

## Synoniemen
- UGC 8133
- MCG 5-31-97
- ZWG 160.94
- DRCG 27-79
- PGC 44885